# Otzolotepec
Otzolotepec és un municipi de l'estat de Mèxic. Villa Morelos és el cap de municipi i principal centre de població d'aquesta municipalitat. Aquest municipi és a la part nord-occidental de l'estat de Mèxic. Limita al nord amb el municipi de Isidro Fabela, al sud amb Temoaya, a l'oest amb Jilotzingo i a l'est amb Almoloya de Juárez.